# Фараонов кланкулюс
Фараонов кланкулюс, или фараонский кланкулус (лат. Clanculus pharaonius) — вид морских брюхоногих моллюсков семейства волчков.

## Описание
Конусовидная раковина длиной от 2 до 2,5 см, по форме и ярко-красному цвету напоминает землянику. Тело моллюска бежевое, с красными пятнами, голова и щупальца — оливковые.

## Распространение
Обитает у скалистого мелководья Красного моря и Аденского залива на глубине до 5 м.

## Образ жизни
Вид активен круглосуточно. Питается водорослями. Зимой животные образуют большие скопления под камнями, где собираются на нерест.